# Споменик Николи Тесли (Електротехнички факултет у Београду)
Споменик Николи Тесли је споменик у Београду. Налази се у Булевару краља Александра, испред зграде Електротехничког факултета у општини Палилула.

## Подизање споменика
Споменик је израдио вајар Франо Кршинић 1956. године, а он се испред Електротехничког факултета налази од 1963. године. Изливен је у бронзи, а укупна висина споменика је 3,35 метара.
Споменик је оскрнављен 2008. године када је са њега однета месингана плоча са именом и годинама рођења и смрти Николе Тесле. Плоча је након тога поново израђена.